# Предсједник Републике Сјеверне Македоније
Предсједник Републике Сјеверне Македоније (мкд. Претседател на Република Северна Македонија) јесте шеф државе у Сјеверној Македонији.
Предсједник мора бити грађанин Сјеверне Македоније, имати преко 40 година старости и живјети најмање 10 од посљедњих 15 година у Сјеверној Македонији. Предсједник Републике није носилац извршне власти већ је то предсједник Владе.
Резиденција предсједника Републике Сјеверне Македоније је Вила Водно код Скопља.

### Председници СР Македоније
- Председник АСНОМ-а (1944—1945)
  - Методије Андонов Ченто (2. август 1944 — 1. јануар 1945)
- Председник Президијума Народне скупштине (1945—1953)
  - Методије Андонов Ченто (1. јануар 1945 — 15. март 1946)
  - Димитар Влахов (15. март 1946 — 1947)
  - Благоја Фотев (1947 — децембар 1950)
  - Видоје Смилевски (4. јануар 1951 — 1953)
- Председник Народне скупштине (1953—1974)
  - Димитар Стојанов (1953 — 19. децембар 1953)
  - Лазар Колишевски (19. децембар 1953 — 26. јун 1962)
  - Љупчо Арсов (26. јун 1962 — 24. јун 1963)
  - Видоје Смилевски (24. јун 1963 — 12. мај 1967)
  - Мито Хаџивасилев (12. мај 1967 — 1. август 1968)
  - Никола Минчев (септембар 1968 — 6. мај 1974)
- Председник председништва СР Македоније (1974—1990)
  - Видоје Смилевски (6. мај 1974 — 31. октобар 1979)
  - Љупчо Арсов (31. октобар 1979 — 29. април 1982)
  - Ангел Чемерски (29. април 1982 — 29. април 1983)
  - Благоје Талески (29. април 1983 — 29. април 1984)
  - Томе Буклески (29. април 1984 — 26. април 1985)
  - Ванчо Апостолски (26. април 1985 — јун 1986)
  - Драгољуб Ставрев (јун 1986 — мај 1988)
  - Јездимир Богдански (мај 1988 — 28. април 1990)
  - Владимир Митков (28. април 1990 — 27. јануар 1991)
  - Киро Глигоров (27. јануар 1991 — 15. април 1991)

### Предсједници Сјеверне Македоније
Независни политичар
      ВМРО-ДПМНЕ
      Социјалдемократски савез Македоније (СДСМ)
      Либерална партија Македоније (ЛП)
      Демократска алтернатива (ДА)
| Ред | Предсједник Републике Сјеверне Македоније | Предсједник Републике Сјеверне Македоније | Предсједник Републике Сјеверне Македоније | Животни век | Мандат — Изборни мандати | Мандат — Изборни мандати | Странка                                  | Напомена                                                                    |
| --- | ----------------------------------------- | ----------------------------------------- | ----------------------------------------- | ----------- | ------------------------ | ------------------------ | ---------------------------------------- | --------------------------------------------------------------------------- |
| 1   | Киро Глигоров                             |                                           | Киро Глигоров                             | 1917—2012.  | 1991.                    | 1999.                    |                                          |                                                                             |
| 1   | Киро Глигоров                             | 1994.                                     | Киро Глигоров                             | 1917—2012.  |                          |                          |                                          |                                                                             |
| —   |                                           |                                           | вршилац дужности: Стојан Андов            | 1938.       | 4. октобар 1995.         | 17. новембар 1995.       | Либерална партија Македоније             | Предсједник Собрања Северне Македоније који је вршио дружност Предсједника. |
| —   | —                                         |                                           | вршилац дужности: Стојан Андов            | 1938.       |                          |                          | Либерална партија Македоније             | Предсједник Собрања Северне Македоније који је вршио дружност Предсједника. |
| —   | Саво Климовски                            |                                           | вршилац дужности: Саво Климовски          | 1947.       | 19. новембар 1999.       | 15. децембар 1999.       | Демократска алтернатива                  | Предсједник Собрања Северне Македоније који је вршио дужност Предсједника.  |
| —   | Саво Климовски                            | —                                         | вршилац дужности: Саво Климовски          | 1947.       |                          |                          | Демократска алтернатива                  | Предсједник Собрања Северне Македоније који је вршио дужност Предсједника.  |
| 2   | Борис Трајковски                          |                                           | Борис Трајковски                          | 1956—2004.  | 15. децембар 1999.       | 26. фебруар 2004.        | ВМРО-ДПМНЕ                               | Настрадао је у авионској несрећи у Босни и Херцеговини.                     |
| 2   | Борис Трајковски                          | 1999.                                     | Борис Трајковски                          | 1956—2004.  |                          |                          | ВМРО-ДПМНЕ                               | Настрадао је у авионској несрећи у Босни и Херцеговини.                     |
| —   |                                           |                                           | вршилац дужности: Љупчо Јордановски       | 1953—2010.  | 26. фебруар 2004.        | 12. мај 2004.            | Социјалдемократски савез Македоније      | Предсједник Собрања Северне Македоније који је вршио дужност Предсједника.  |
| —   | —                                         |                                           | вршилац дужности: Љупчо Јордановски       | 1953—2010.  |                          |                          | Социјалдемократски савез Македоније      | Предсједник Собрања Северне Македоније који је вршио дужност Предсједника.  |
| 3   | Бранко Црвенковски                        |                                           | Бранко Црвенковски                        | 1962.       | 12. мај 2004.            | 12. мај 2009.            | Социјалдемократски савез Македоније      |                                                                             |
| 3   | Бранко Црвенковски                        | 2004.                                     | Бранко Црвенковски                        | 1962.       |                          |                          | Социјалдемократски савез Македоније      |                                                                             |
| 4   | Ђорге Ивановв                             |                                           | Ђорге Иванов                              | 1960.       | 12. мај 2009.            | 12. мај 2019.            | Независни уз подршку странке ВМРО-ДПМНЕ. |                                                                             |
| 4   | Ђорге Ивановв                             | 2009, 2014.                               | Ђорге Иванов                              | 1960.       |                          |                          | Независни уз подршку странке ВМРО-ДПМНЕ. |                                                                             |
| 5   | Стево Пендаровски                         |                                           | Стево Пендаровски                         | 1963.       | 12. мај 2019.            | 12. мај 2024.            | Социјалдемократски савез Македоније      |                                                                             |
| 5   | Стево Пендаровски                         | 2019.                                     | Стево Пендаровски                         | 1963.       |                          |                          | Социјалдемократски савез Македоније      |                                                                             |
| 6   | Стево Пендаровски                         |                                           | Гордана Силјановска Давкова               | 1953.       | 12. мај 2024.            | Тренутна                 | ВМРО-ДПМНЕ                               | Актуелна предсједница                                                       |
| 6   | Стево Пендаровски                         | 2024.                                     | Гордана Силјановска Давкова               | 1953.       |                          |                          | ВМРО-ДПМНЕ                               | Актуелна предсједница                                                       |